# Бураново (Усть-Калманський район)
Бура́ново (рос. Бураново) — село у складі Усть-Калманського району Алтайського краю, Росія. Входить до складу Кабановської сільської ради.

## Населення
Населення — 233 особи (2010; 308 у 2002).
Національний склад (станом на 2002 рік):
- росіяни — 95 %